# Liste der olympischen Medaillengewinner aus Schweden/M–R
Bislang errangen schwedische Sportler insgesamt 690 olympische Medaillen (216 × Gold, 232 × Silber und 242 × Bronze). 
Zurück zur Liste der olympischen Medaillengewinner aus Schweden
- Medaillengewinner A bis C
- Medaillengewinner D bis I
- Medaillengewinner J bis L
- Medaillengewinner S bis Ö

## Medaillengewinner

### M
- Sofia Mabergs – Curling (0-0-1)
Peking 2022: Bronze, Frauen
- Emy Machnow – Schwimmen (0-0-1)
Antwerpen 1920: Bronze, 4 × 100-m-Freistil Frauen
- Sara McManus – Curling (0-0-1)
Peking 2022: Bronze, Frauen
- Anna Magnusson – Biathlon (0-1-0)
Pyeongchang 2018: Silber, 4 × 6-km-Staffel Frauen
- Daniel Magnusson – Curling (1-0-0)
Peking 2022: Gold, Männer
- Emil Magnusson – Leichtathletik (0-0-1)
Stockholm 1912: Bronze, Diskuswurf (beidhändig) Männer
- Gösta Magnusson – Gewichtheben (0-0-1)
London 1948: Bronze, Halbschwergewicht Männer
- Lennart Magnusson – Fechten (0-1-0)
Helsinki 1952: Silber, Degen Team Männer
- Christer Majbäck – Skilanglauf (0-0-1)
Albertville 1992: Bronze, 10 km klassisch Männer
- Ragnar Malm – Radsport (1-1-1)
Stockholm 1912: Gold, Teamfahren Männer
Antwerpen 1920: Silber, Teamfahren Männer
Paris 1924: Bronze, Teamfahren Männer
- Sven Malm – Leichtathletik (0-0-1)
Antwerpen 1920: Bronze, 4 × 100-m-Staffel Männer
- Erik Malmberg – Ringen (1-1-1)
Paris 1924: Bronze, Federgewicht griechisch-römisch Männer
Amsterdam 1928: Silber, Federgewicht griechisch-römisch Männer
Los Angeles 1932: Gold, Leichtgewicht griechisch-römisch Männer
- Håkan Malmrot – Schwimmen (2-0-0)
Antwerpen 1920: Gold, 200 Brust Männer
Antwerpen 1920: Gold, 400 m Brust Männer
- Gustaf Malmström – Ringen (0-1-0)
Stockholm 1912: Silber, Leichtgewicht griechisch-römisch Männer
- Karl Malmström – Wasserspringen (0-1-0)
London 1908: Silber, Turmspringen Männer
- Louise Marmont – Curling (0-0-1)
Nagano 1998: Bronze, Frauen
- Göran Marström – Segeln (0-0-1)
Moskau 1980: Bronze, Tornado
- Frank Martin – Reiten (1-0-0)
Antwerpen 1920: Gold, Springreiten Team
- Kim Martin Hasson – Eishockey (0-1-1)
Salt Lake City 2002: Bronze, Frauen
Turin 2006: Silber, Frauen
- Barbro Martinsson – Skilanglauf (0-2-0)
Innsbruck 1964: Silber, 3 × 5-km-Staffel Frauen
Grenoble 1968: Silber, 3 × 5-km-Staffel Frauen
- Edvin Mattiasson – Ringen (0-0-1)
Stockholm 1912: Bronze, Leichtgewicht griechisch-römisch Männer
- Sofia Mattsson – Ringen (0-0-1)
Rio de Janeiro 2016: Bronze, Bantamgewicht Frauen
- Martin Matsbo – Skilanglauf (0-0-1)
Garmisch-Partenkirchen 1936: Bronze, 4 × 10-km-Staffel Männer
- Gustaf Mattsson – Leichtathletik (0-0-1)
Antwerpen 1920: Bronze, Querfeldeinlauf Team Männer
- Erik Mellbin – Segeln (0-1-0)
Antwerpen 1920: Silber, 40-m²-Klasse Männer
- Sten Mellgren – Fußball (0-0-1)
Paris 1924: Bronze, Männer
- John Mikaelsson – Leichtathletik (2-0-0)
London 1948: Gold, 10 km Gehen Männer
Helsinki 1952: Gold, 10 km Gehen Männer
- Hans Mild – Eishockey (0-1-0)
Innsbruck 1964: Silber, Männer
- Rikard Milton – Schwimmen (0-0-1)
Los Angeles 1984: Bronze, 4 × 100-m-Freistil Männer
- Lars-Erik Moberg – Kanu (0-3-0)
Los Angeles 1984: Silber, Einer-Kajak 500 m Männer
Los Angeles 1984: Silber, Zweier-Kajak 500 m Männer
Los Angeles 1984: Silber, Vierer-Kajak 1000 m Männer
- Osvald Moberg – Turnen (1-0-0)
London 1908: Gold, Teammehrkampf Männer
- Fredrik Modin – Eishockey (1-0-0)
Turin 2006: Gold, Männer
- Torgny Mogren – Skilanglauf (1-0-0)
Calgary 1988: Gold, 4 × 10-km-Staffel Männer
- Lars Molin – Eishockey (0-0-2)
Lake Placid 1980: Bronze, Männer
Calgary 1988: Bronze, Männer
- Bengt Morberg – Turnen (1-0-0)
Antwerpen 1920: Gold, Schwedisches System Männer
- André Myhrer – Ski Alpin (1-0-1)
Vancouver 2010: Bronze, Slalom Männer
Pyeongchang 2018: Gold, Slalom Männer
- Lars Myrberg – Boxen (0-0-1)
Seoul 1988: Bronze, Halbweltergewicht Männer
- Rasmus Myrgren – Segeln (0-0-1)
London 2012: Bronze, Laser Männer
- Agneta Mårtensson – Schwimmen (0-1-0)
Moskau 1980: Silber, 4 × 100-m-Freistil Frauen
- Anders Mårtensson – Reiten (0-0-1)
Antwerpen 1920: Bronze, Kunstreiten Team
- Frithiof Mårtensson – Ringen (1-0-0)
London 1908: Gold, Mittelgewicht griechisch-römisch Männer
- Eilert Määttä – Eishockey (0-1-0)
Innsbruck 1964: Silber, Männer
- Ivan Möller – Leichtathletik (0-1-0)
Stockholm 1912: Silber, 4 × 100-m-Staffel Männer
- Truls Möregårdh – Tischtennis (0-2-0)
Paris 2024: Silber, Einzel Männer
Paris 2024: Silber, Team Männer
- Helmer Mörner – Reiten (2-0-0)
Antwerpen 1920: Gold, Vielseitigkeit Einzel
Antwerpen 1920: Gold, Vielseitigkeit Team
- Tommy Mörth – Eishockey (0-0-1)
Sarajevo 1984: Bronze, Männer

### N
- Louise Nathhorst – Reiten (0-0-1)
Los Angeles 1984: Bronze, Dressur Team
- Theodor Nauman – Wasserball (0-0-1)
Antwerpen 1920: Bronze, Männer
- Jesper Nelin – Biathlon (1-0-0)
Pyeongchang 2018: Gold, 4 × 7,5-km-Staffel Männer
- Lars Nelson – Skilanglauf (1-0-0)
Sotschi 2014: Gold, 4 × 10-km-Staffel Männer
- Rebecca Netzler – Segeln (0-1-0)
Paris 2024: Silber, 49erFX Frauen
- Frida Nevalainen – Eishockey (0-1-0)
Turin 2006: Silber, Frauen
- Andreas Nilsson – Handball (0-1-0)
London 2012: Silber, Männer
- Carin Nilsson – Schwimmen (0-0-1)
Antwerpen 1920: Bronze, 4 × 100-m-Freistil Frauen
- Ernst Nilsson – Ringen (0-0-1)
Antwerpen 1920: Bronze, Freistil Schwergewicht Männer
- Erik Nilsson – Fußball (1-0-1)
London 1948: Gold, Männer
Helsinki 1952: Bronze, Männer
- Gunnar Nilsson – Boxen (0-1-0)
London 1948: Silber, Schwergewicht Männer
- Henrik Nilsson – Kanu (1-1-0)
Sydney 2000: Silber, Zweier-Kajak 1000 m Männer
Athen 2004: Gold, Zweier-Kajak 1000 m Männer
- Jonny Nilsson – Eisschnelllauf (1-0-0)
Innsbruck 1964: Gold, 10.000 m Männer
- Karl-Erik Nilsson – Ringen (1-0-2)
London 1948: Gold, Halbschwergewicht griechisch-römisch Männer
Helsinki 1952: Bronze, Halbschwergewicht griechisch-römisch Männer
Melbourne 1956: Bronze, Halbschwergewicht griechisch-römisch Männer
- Nils Nilsson – Eishockey (0-1-0)
Innsbruck 1964: Silber, Männer
- Oskar Nilsson – Reiten (0-0-1)
Antwerpen 1920: Bronze, Kunstreiten Team
- Otto Nilsson – Leichtathletik (0-0-1)
London 1908: Bronze, Speerwurf Mittelgriff Männer
- Per Nilsson – Turnen (1-0-0)
Stockholm 1912: Gold, Schwedisches System Männer
- Stina Nilsson – Skilanglauf (1-2-2)
Sotschi 2014: Bronze, Teamsprint Frauen
Pyeongchang 2018: Silber, Teamsprint Frauen
Pyeongchang 2018: Gold, Sprint Frauen
Pyeongchang 2018: Silber, 4 × 5-km-Staffel Frauen
Pyeongchang 2018: Bronze, 30 km Massenstart klassisch Frauen
- Tor Nilsson – Ringen (0-1-0)
London 1948: Silber, Schwergewicht griechisch-römisch Männer
- Anette Norberg – Curling (2-0-0)
Turin 2006: Gold, Frauen
Vancouver 2010: Gold, Frauen
- Carl Norberg – Turnen (1-0-0)
London 1908: Gold, Teammehrkampf Männer
- Erik Norberg – Turnen (1-0-0)
London 1908: Gold, Teammehrkampf Männer
- Lennart Norberg – Eishockey (0-0-1)
Lake Placid 1980: Bronze, Männer
- Tor Norberg – Turnen (1-0-0)
London 1908: Gold, Teammehrkampf Männer
- Bertil Nordahl – Fußball (1-0-0)
London 1948: Gold, Männer
- Gunnar Nordahl – Fußball (1-0-0)
London 1948: Gold, Männer
- Knut Nordahl – Fußball (1-0-0)
London 1948: Gold, Männer
- Lisa Nordén – Triathlon (0-1-0)
London 2012: Silber, Frauen
- Arthur Nordenswan – Schießen (0-1-0)
Stockholm 1912: Silber, Kleinkaliber Team Männer
- Hjördis Nordin – Turnen (1-0-0)
Helsinki 1952: Gold, Gruppengymnastik Frauen
- Axel Nordlander – Reiten (2-0-0)
Stockholm 1912: Gold, Vielseitigkeit Einzel
Stockholm 1912: Gold, Vielseitigkeit Team
- Bert-Ola Nordlander – Eishockey (0-1-0)
Innsbruck 1964: Silber, Männer
- Håkan Nordin – Eishockey (0-0-1)
Sarajevo 1984: Bronze, Männer
- Benkt Norelius – Turnen (1-0-0)
Stockholm 1912: Gold, Schwedisches System Männer
- Svea Norén – Eiskunstlauf (0-1-0)
Antwerpen 1920: Silber, Einzel Frauen
- Axel Norling – Turnen (2-0-0)
London 1908: Gold, Teammehrkampf Männer
Stockholm 1912: Gold, Schwedisches System Männer
- Daniel Norling – Turnen, Reiten (3-0-0)
London 1908: Gold, Teammehrkampf Männer
Stockholm 1912: Gold, Schwedisches System Männer
Antwerpen 1920: Gold, Springreiten Team
- Holger Nurmela – Eishockey (0-0-1)
Oslo 1952: Bronze, Männer
- Herman Nyberg – Segeln (1-0-0)
Stockholm 1912: Gold, 10-Meter-Klasse Männer
- Katarina Nyberg – Curling (0-0-1)
Nagano 1998: Bronze, Frauen
- John Nyman – Ringen (0-1-0)
Berlin 1936: Silber, Schwergewicht griechisch-römisch Männer
- Gustav Nyquist – Eishockey (0-1-0)
Sotschi 2014: Silber, Männer
- Bertil Nyström – Ringen (0-0-1)
Tokio 1964: Bronze, Weltergewicht griechisch-römisch Männer
- Mats Näslund – Eishockey (1-0-1)
Lake Placid 1980: Bronze, Männer
Lillehammer 1994: Gold, Männer
- Sandra Näslund – Freestyle-Skiing (1-0-0)
Peking 2022: Gold, Skicross Frauen

### O
- Johnny Oduya – Eishockey (0-1-0)
Sotschi 2014: Silber, Männer
- Bertil Ohlson – Leichtathletik (0-0-1)
Antwerpen 1920: Bronze, Zehnkampf Männer
- Carl-Erik Ohlson – Segeln (0-0-1)
Helsinki 1952: Bronze, 5,5-Meter-R-Klasse Männer
- Erik Ohlsson – Schießen (0-1-1)
Antwerpen 1920: Silber, Kleinkaliber Team Männer
Antwerpen 1920: Bronze, Armeegewehr liegend Team Männer
- Thomas Ohlsson – Kanu (0-1-0)
Los Angeles 1984: Silber, Vierer-Kajak 1000 m Männer
- Emilie O’Konor – Eishockey (0-1-0)
Turin 2006: Silber, Frauen
- Eva Olliwier – Wasserspringen (0-0-1)
Antwerpen 1920: Bronze, Turmspringen Frauen
- Anna Carin Olofsson – Biathlon (1-1-0)
Turin 2006: Gold, 12,5 km Massenstart Frauen
Turin 2006: Silber, 7,5 km Sprint Frauen
- Gustaf Olson – Turnen (1-0-0)
London 1908: Gold, Teammehrkampf Männer
- Ragnar Olson – Reiten (0-1-1)
Amsterdam 1928: Silber, Dressur Team
- Anna Olsson – Kanu (1-1-2)
Los Angeles 1984: Gold, Zweier-Kajak 500 m Frauen
Los Angeles: Silber, Vierer-Kajak 500 m Frauen
Barcelona 1992: Bronze, Vierer-Kajak 500 m Frauen
Atlanta 1996: Bronze, Vierer-Kajak 500 m Frauen
- Christian Olsson – Leichtathletik (1-0-0)
Athen 2004: Gold, Dreisprung Männer
- Gunnar Olsson – Kanu (0-1-0)
Barcelona 1992: Silber, Zweier-Kajak 1000 m Männer
- Holmfrid Olsson – Biathlon (0-0-1)
Grenoble 1968: Bronze, 4 × 7,5-km-Staffel Männer
- Johan Olsson – Skilanglauf (2-1-3)
Turin 2006: Bronze, 4 × 10-km-Staffel Männer
Vancouver 2010: Gold, 4 × 10-km-Staffel Männer
Vancouver 2010: Bronze, 30 km Skiathlon Männer
Vancouver 2010: Bronze, 50 km klassisch Männer
Sotschi 2014: Silber, 15 km klassisch Männer
Sotschi 2014: Gold, 4 × 10-km-Staffel Männer
- Josefin Olsson – Segeln (0-1-0)
Tokio 2020: Silber, Laser Radial Frauen
- Mats Olsson – Handball (0-2-0)
Barcelona 1992: Silber, Männer
Atlanta 1996: Silber, Männer
- Staffan Olsson – Handball (0-3-0)
Barcelona 1992: Silber, Männer
Atlanta 1996: Silber, Männer
Sydney 2000: Silber, Männer
- Thorild Olsson – Leichtathletik (0-1-0)
Stockholm 1912: Silber, 3000 m Team Männer
- Markus Oscarsson – Kanu (1-1-0)
Sydney 2000: Silber, Zweier-Kajak 1000 m Männer
Athen 2004: Gold, Zweier-Kajak 1000 m Männer
- Anna Ottosson – Ski Alpin (0-0-1)
Turin 2006: Bronze, Riesenslalom Frauen
- Jan Ottosson – Skilanglauf (2-0-0)
Sarajevo 1984: Gold, 4 × 10-km-Staffel Männer
Calgary 1988: Gold, 4 × 10-km-Staffel Männer
- Johan Gabriel Oxenstierna – Moderner Fünfkampf (1-0-0)
Los Angeles 1932: Gold, Einzel Männer

### P
- Paul Palén – Schießen (1-1-0)
Stockholm 1912: Gold, Militärrevolver Team Männer
Stockholm 1912: Silber, Schnellfeuerpistole Männer
- Viking Palm – Ringen (1-0-0)
Helsinki 1952: Gold, Halbschwergewicht Freistil Männer
- Bengt Palmquist – Segeln (1-0-0)
Melbourne 1956: Gold, Drachen Männer
- Ture Person – Leichtathletik (0-1-0)
Stockholm 1912: Silber, 4 × 100-m-Staffel Männer
- Axel Persson – Radsport (1-1-0)
Stockholm 1912: Gold, Teamfahren Männer
Antwerpen 1920: Silber, Teamfahren Männer
- Elisabeth Persson – Curling (0-0-1)
Nagano 1998: Bronze, Frauen
- Frans Persson – Turnen (1-0-0)
Antwerpen 1920: Gold, Schwedisches System Männer
- Gehnäll Persson – Reiten (2-0-0)
Helsinki 1952: Gold, Dressur Team
Stockholm 1956: Gold, Dressur Team
- Gösta Persson – Schwimmen (0-0-1)
Paris 1924: Bronze, 4 × 200-m-Freistil Männer
- Linn Persson – Biathlon (1-1-0)
Pyeongchang 2018: Silber, 4 × 6-km-Staffel Frauen
Peking 2022: Gold, 4 × 6-km-Staffel Frauen
- Nils Persson – Segeln (0-1-0)
Stockholm 1912: Silber, 12-Meter-Klasse Männer
- Carl Wilhelm Petersén – Curling (0-1-0)
Chamonix 1924: Silber, Männer
- Fredrik Petersen – Handball (0-1-0)
London 2012: Silber, Männer
- Wilhelm Petersén – Eishockey (0-1-0)
St. Moritz 1928: Silber, Männer
- Leonard Peterson – Turnen (1-0-0)
London 1908: Gold, Teammehrkampf Männer
- Rolf Peterson – Kanu (1-1-0)
Tokio 1964: Gold, Einer-Kajak 1000 m Männer
München 1972: Silber, Einer-Kajak 1000 m Männer
- Teodor Peterson – Ski Nordisch (0-1-1)
Sotschi 2014: Bronze, Teamsprint Männer
Sotschi 2014: Silber, Sprint Männer
- Johan Petersson – Handball (0-2-0)
Atlanta 1996: Silber, Männer
Sydney 2000: Silber, Männer
- Magnus Petersson – Bogenschießen (0-1-0)
Atlanta 1996: Silber, Einzel Männer
- William Petersson – Leichtathletik (1-0-1)
Antwerpen 1920: Gold, Weitsprung Männer
Antwerpen 1920: Bronze, 4 × 100-m-Staffel Männer
- Olle Petrusson – Biathlon (0-0-1)
Grenoble 1968: Bronze, 4 × 7,5-km-Staffel Männer
- Kurt Pettersén – Ringen (1-0-0)
London 1948: Gold, Bantamgewicht griechisch-römisch Männer
- Albert Pettersson – Gewichtheben (0-0-1)
Antwerpen 1920: Bronze, Mittelgewicht Männer
- Carl Axel Pettersson – Curling (0-1-0)
Chamonix 1924: Silber, Männer
- Erik Pettersson – Gewichtheben (0-0-1)
Antwerpen 1920: Bronze, Mittelgewicht Männer
- Erik Pettersson – Radsport (0-1-1)
Tokio 1964: Bronze, Teamzeitfahren Männer
Mexiko-Stadt 1968: Silber, Teamzeitfahren Männer
- Gösta Pettersson – Radsport (0-1-2)
Tokio 1964: Bronze, Teamzeitfahren Männer
Mexiko-Stadt 1968: Silber, Teamzeitfahren Männer
Mexiko-Stadt 1968: Bronze, Straßenrennen Männer
- Göta Pettersson – Turnen (1-0-0)
Helsinki 1952: Gold, Gruppengymnastik Frauen
- Ingvar Pettersson – Leichtathletik (0-0-1)
Tokio 1964: Bronze, 50 km Gehen Männer
- Josefin Pettersson – Eishockey (0-0-1)
Salt Lake City 2002: Bronze, Frauen
- Lars Pettersson – Eishockey (0-0-1)
Oslo 1952: Bronze, Männer
- Lars-Gunnar Pettersson – Eishockey (0-0-1)
Calgary 1988: Bronze, Männer
- Lennart Pettersson – Moderner Fünfkampf (0-0-1)
Moskau 1980: Bronze, Team Männer
- Pelle Petterson – Segeln (0-1-1)
Tokio 1964: Bronze, Star Männer
München 1972: Silber, Star Männer
- Ronald Pettersson – Eishockey (0-1-0)
Innsbruck 1964: Silber, Männer
- Simon Pettersson – Leichtathletik (0-1-0)
Tokio 2020: Silber, Diskuswurf Männer
- Sten Pettersson – Leichtathletik (0-0-1)
Paris 1924: Bronze, 110 m Hürden Männer
- Sture Pettersson – Radsport (0-1-1)
Tokio 1964: Bronze, Teamzeitfahren Männer
Mexiko-Stadt 1968: Silber, Teamzeitfahren Männer
- Tomas Pettersson – Radsport (0-1-0)
Mexiko-Stadt 1968: Silber, Teamzeitfahren Männer
- Wiwan Pettersson – Schwimmen (0-0-1)
Paris 1924: Bronze, 4 × 100-m-Freistil Frauen
- Martin Ponsiluoma – Biathlon (0-1-0)
Peking 2022: Silber, 15 km Massenstart Männer
- Maria Prytz – Curling (0-1-0)
Sotschi 2014: Silber, Frauen
- Anja Pärson – Ski Alpin (1-1-4)
Salt Lake City 2002: Silber, Riesenslalom Frauen
Salt Lake City 2002: Bronze, Slalom Frauen
Turin 2006: Gold, Slalom Frauen
Turin 2006: Bronze, Abfahrt Frauen
Turin 2006: Bronze, Alpine Kombination Frauen
Vancouver 2010: Bronze, Alpine Kombination Frauen
- Samuel Påhlsson – Eishockey (1-0-0)
Turin 2006: Gold, Männer

### R
- Jörgen Ragnarsson – Segeln (0-0-1)
Moskau 1980: Bronze, Tornado Männer
- Nils Arvid Ramm – Boxen (0-1-0)
Amsterdam 1928: Silber, Schwergewicht Männer
- Svante Rasmuson – Moderner Fünfkampf (0-1-1)
Moskau 1980: Bronze, Team Männer
Los Angeles 1984: Silber, Einzel Männer
- Berndt-Otto Rehbinder – Fechten (0-1-0)
Helsinki 1952: Silber, Degen Team Männer
- Lisa Regnell – Wasserspringen (0-1-0)
Stockholm 1912: Silber, Turmspringen Frauen
- Casimir Reuterskiöld – Schießen (0-1-0)
Antwerpen 1920: Silber, Armeerevolver Team Männer
- Richard Rikardsson – Snowboard (0-1-0)
Salt Lake City 2002: Silber, Parallel-Riesenslalom Männer
- Karl Richter – Schießen (0-0-1)
Antwerpen 1920: Bronze, Tontaubenschießen Team Männer
- Johan Richthoff – Ringen (2-0-0)
Amsterdam 1928: Gold, Schwergewicht Freistil Männer
Los Angeles 1932: Gold, Schwergewicht Freistil Männer
- Daniel Rickardsson – Skilanglauf (2-0-1)
Vancouver 2010: Gold, 4 × 10-km-Staffel Männer
Sotschi 2014: Silber, 15 km klassisch Männer
Sotschi 2014: Gold, 4 × 10-km-Staffel Männer
- Rolf Ridderwall – Eishockey (0-0-1)
Sarajevo 1984: Bronze, Männer
- Jenny Rissveds – Radsport (1-0-1)
Rio de Janeiro 2016: Gold, Mountainbike Frauen
Paris 2024: Bronze, Mountainbike Frauen
- Leif Rohlin – Eishockey (1-0-0)
Lillehammer 1994: Gold, Männer
- Fridolina Rolfö – Fußball (0-2-0)
Rio de Janeiro 2016: Silber, Frauen
Tokio 2020: Silber, Frauen
- Maria Rooth – Eishockey (0-1-1)
Salt Lake City 2002: Bronze, Frauen
Turin 2006: Silber, Frauen
- Ernst Rosell – Schießen (1-0-0)
London 1908: Gold, Laufender Hirsch Einzelschuss Team Männer
- Clarence von Rosen – Reiten (0-0-2)
Los Angeles 1932: Bronze, Springreiten Einzel
Los Angeles 1932: Bronze, Vielseitigkeit Einzel
- Maud von Rosen – Reiten (0-0-1)
München 1972: Bronze, Dressur Team
- Hans von Rosen – Reiten (2-0-1)
Stockholm 1912: Gold, Springreiten Team
Antwerpen 1920: Gold, Springreiten Team
Antwerpen 1920: Bronze, Dressur Einzel
- Harry Rosenswärd – Segeln (1-0-0)
Stockholm 1912: Gold, 10-Meter-Klasse Männer
- Kjell Rosén – Fußball (1-0-0)
London 1948: Gold, Männer
- Sven Rosén – Turnen (2-0-0)
London 1908: Gold, Teammehrkampf Männer
Stockholm 1912: Gold, Schwedisches System Männer
- Fredrik Rosencrantz – Reiten (1-0-0)
Stockholm 1912: Gold, Springreiten Team
- Birger Rosengren – Fußball (1-0-0)
London 1948: Gold, Männer
- Gustaf Rosenquist – Turnen (1-0-0)
London 1908: Gold, Teammehrkampf Männer
- Susanne Rosenqvist – Kanu (0-0-2)
Barcelona 1992: Bronze, Vierer-Kajak 500 m Frauen
Atlanta 1996: Bronze, Vierer-Kajak 500 m Frauen
- Lennart Roslund – Segeln (0-1-0)
München 1972: Silber, Soling Männer
- Ture Rosvall – Rudern (0-1-0)
Stockholm 1912: Silber, Vierer ohne Steuermann (Dollengigs)
- Elin Rubensson – Fußball (0-1-0)
Rio de Janeiro 2016: Silber, Frauen
- Claës Rundberg – Schießen (0-1-0)
London 1908: Silber, Freies Gewehr Dreistellungskampf Team Männer
- Danijela Rundqvist – Eishockey (0-1-1)
Salt Lake City 2002: Bronze, Frauen
Turin 2006: Silber, Frauen
- Thomas Rundqvist – Eishockey (0-0-2)
Sarajevo 1984: Bronze, Männer
Calgary 1988: Bronze, Männer
- Axel Runström – Wasserball (0-0-1)
London 1908: Bronze, Männer
- Gösta Runö – Moderner Fünfkampf (0-0-1)
Antwerpen 1920: Bronze, Moderner Fünfkampf Männer
- Ingvar Rydell – Fußball (0-0-1)
Helsinki 1952: Bronze, Männer
- Sven Rydell – Fußball (0-0-1)
Paris 1924: Bronze, Männer
- Axel Rydin – Segeln (1-0-0)
Antwerpen 1920: Gold, 40-m²-Klasse Männer
- Daniel Rydmark – Eishockey (1-0-0)
Lillehammer 1994: Gold, Männer
- Rolf Rämgård – Skilanglauf (0-1-1)
Squaw Valley 1960: Silber, 30 km Männer
Squaw Valley 1960: Bronze, 50 km Männer
- Assar Rönnlund – Skilanglauf (1-2-0)
Innsbruck 1964: Gold, 4 × 10-km-Staffel Männer
Innsbruck 1964: Silber, 50 km Männer
Grenoble 1968: Silber, 4 × 10-km-Staffel Männer
- Bertil Rönnmark – Schießen (1-0-0)
Los Angeles 1932: Gold, Kleinkaliber liegend Männer
- Eva Rönström – Turnen (0-1-0)
Melbourne 1956: Silber, Gruppengymnastik Frauen
- Gun Röring – Turnen (1-0-0)
Helsinki 1952: Gold, Gruppengymnastik Frauen